# ريتشارد كام
ريتشارد كام هو متزلج فني كوري الجنوبي، ولد في 24 ديسمبر 1996 في كرايستشرش في نيوزيلندا.

## وصلات خارجية
- ريتشارد كام على موقع الاتحاد الدولي للتزلج (الإنجليزية)
- ريتشارد كام على موقع الاتحاد الدولي للتزلج (الإنجليزية)